# Ebenezer Assifuah
Ebenezer Kofi Assifuah-Inkoom, né le 3 juillet 1993 à Accra, est un footballeur international ghanéen. Pouvant évoluer au poste d'ailier ou d'avant-centre, il évolue actuellement pour Pau FC.

## Biographie

### En club
Avec l'équipe réserve du FC Sion, il est l'auteur d'un quadruplé contre le club de l'Étoile Carouge en septembre 2013 (victoire 3-5).
Avec l'équipe du FC Sion, il inscrit sept buts en première division suisse lors de la saison 2013-2014, puis six buts dans ce même championnat lors de la saison 2015-2016.
Il remporte avec le FC Sion la Coupe de Suisse en 2015, ce qui lui permet de participer à la Ligue Europa la saison suivante. Lors de cette compétition européenne, il marque un but contre le club anglais de Liverpool le 1er octobre 2015, avec pour résultat un match nul (1-1) à Anfield.
Le 18 janvier 2017, il s'engage avec Le Havre AC pour trois ans et demi.
Le 4 juin 2020, il s'engage en faveur du Pau FC, promu en Ligue 2, où il retrouve Didier Tholot, son entraîneur au FC Sion de 2014 à 2016. Il rejoint ensuite le Kedah Darul Aman FC

### En équipe nationale
Ebenezer Assifuah participe avec l'équipe du Ghana des moins de 20 ans à la Coupe d'Afrique des nations junior 2013 qui se déroule en Algérie. Lors de cette compétition, il inscrit trois buts : contre l'Égypte, le Bénin, et enfin l'Algérie. Le Ghana atteint la finale de cette compétition, en étant battu par l'Égypte. Cette performance lui permet de participer à la Coupe du monde des moins de 20 ans 2013 organisée en Turquie. 
Lors du mondial junior, il joue sept matchs, inscrivant six buts. Il inscrit un doublé contre les États-Unis lors du premier tour (victoire 4-1), puis un doublé contre le Chili lors des quarts de finale (victoire 4-3). Il marque ensuite le but de l'égalisation lors de la défaite 2 buts à 1 contre la France, future championne, lors des demi-finales, et enfin un dernier but contre l'Irak lors du match pour la troisième place, remporté 3-0.
Avec six buts, il termine meilleur buteur du mondial, et reçoit le "Soulier d'or" du tournoi.
Il reçoit sa première sélection en équipe du Ghana le 27 mars 2016, contre le Mozambique. Ce match nul et vierge rentre dans le cadre des éliminatoires de la Coupe d'Afrique des nations 2017.

## Statistiques
Le tableau ci-dessous récapitule les statistiques d'Ebenezer Assifuah lors de sa carrière professionnelle en club :
| Saison                | Club                  | Championnat           | Championnat | Championnat | Coupe nationale | Coupe nationale | Coupe de la Ligue | Coupe de la Ligue | Compétition(s) continentale(s) | Compétition(s) continentale(s) | Compétition(s) continentale(s) | Total | Total |
| Saison                | Club                  | Division              | M.          | B.          | M.              | B.              | M.                | B.                | Comp.                          | M.                             | B.                             | M.    | B.    |
| 2012-2013             | Liberty Professionals | Premier League        | 16          | 8           | -               | -               | -                 | -                 | -                              | -                              | -                              | 16    | 8     |
| Sous-total            | Sous-total            | Sous-total            | 16          | 8           | -               | -               | -                 | -                 | -                              | -                              | -                              | 16    | 8     |
| 2013-2014             | FC Sion               | Super League          | 24          | 7           | 3               | 0               | -                 | -                 | -                              | -                              | -                              | 27    | 7     |
| 2014-2015             | FC Sion               | Super League          | 16          | 0           | 3               | 0               | -                 | -                 | -                              | -                              | -                              | 19    | 0     |
| 2015-2016             | FC Sion               | Super League          | 34          | 6           | 4               | 1               | -                 | -                 | C3                             | 8                              | 1                              | 46    | 8     |
| 2016-2017             | FC Sion               | Super League          | 14          | 2           | 1               | 1               | -                 | -                 | -                              | -                              | -                              | 15    | 3     |
| Sous-total            | Sous-total            | Sous-total            | 88          | 15          | 11              | 2               | -                 | -                 | -                              | 8                              | 1                              | 107   | 18    |
| 2016-2017             | Le Havre AC           | Ligue 2               | 8           | 2           | -               | -               | -                 | -                 | -                              | -                              | -                              | 8     | 2     |
| 2017-2018             | Le Havre AC           | Ligue 2               | 27          | 5           | -               | -               | 2                 | 0                 | -                              | -                              | -                              | 29    | 5     |
| 2018-2019             | Le Havre AC           | Ligue 2               | 19          | 0           | 2               | 1               | 2                 | 0                 | -                              | -                              | -                              | 23    | 1     |
| 2019-2020             | Le Havre AC           | Ligue 2               | 6           | 0           | -               | -               | 1                 | 0                 | -                              | -                              | -                              | 7     | 0     |
| Sous-total            | Sous-total            | Sous-total            | 60          | 7           | 2               | 1               | 5                 | 0                 | -                              | -                              | -                              | 67    | 8     |
| 2020-2021             | Pau Football Club     | Ligue 2               | 35          | 6           | 1               | 0               | -                 | -                 | -                              | -                              | -                              | 36    | 6     |
| 2021-2022             | Pau Football Club     | Ligue 2               | 12          | 4           | 0               | 0               | -                 | -                 | -                              | -                              | -                              | 12    | 4     |
| Sous-total            | Sous-total            | Sous-total            | 47          | 10          | 1               | -               | -                 | 0                 | -                              | -                              | -                              | 48    | 10    |
| Total sur la carrière | Total sur la carrière | Total sur la carrière | 183         | 36          | 22              | 4               | 5                 | 0                 | -                              | 8                              | 1                              | 218   | 41    |

## Palmarès

### En club
- FC Sion
  - Vainqueur de la Coupe de Suisse en 2015

### En équipe nationale
- Équipe du Ghana des moins de 20 ans
  - Finaliste de la Coupe d'Afrique des nations des moins de 20 ans en 2013
  - Troisième de la Coupe du monde des moins de 20 ans en 2013

### Distinctions personnelles
- Meilleur buteur de la Coupe du monde des moins de 20 ans en 2013 (6 buts, avec l'équipe du Ghana des moins de 20 ans)